# Brooklyn Shuck
Brooklyn Shuck, född 29 mars 2005 i Kentucky, är en amerikansk skådespelare.
Shuck har bland annat medverkat i TV-serien Evil och Rise. Hon har även medverkat i filmen I Shudder.

## Filmografi (i urval)
- 2016 – I Shudder
- 2018 – Rise (TV-serie)
- 2019–2022 – Evil (TV-serie)